# Главэнерго
Главэне́рго (также Главэнерго СССР, Главэнерго Наркомтяжпрома, Главэнерго НКТП) — Главное управление энергетического хозяйства Народного комиссариата тяжёлой промышленности СССР.

## История и структура Главэнерго СССР
- 1921—1930 — Главное электротехническое управление (Главэлектро) ВСНХ СССР
- 1921—1922 — Главное управление электротехнической промышленности (Главэлектро) ВСНХ.
- 1922—1930 — Главное электротехническое управление (Главэлектро) ВСНХ СССР.

1930—1932 — Государственное Всесоюзное объединение энергетического хозяйства (Энергоцентр) ВСНХ СССР — Наркомтяжпрома СССР.
- В 1931 году при Энергоцентре ВСНХ создан комитет по теплофикации.
- Уже в 1932-м году, в связи с преобразованием ВСНХ и созданием народных комиссариатов, Энергоцентр был реорганизован в Главное управление энергетического хозяйства Наркомата тяжелой промышленности (Главэнерго НКТП), на которое было возложено руководство районными электростанциями, сетями и системами[1].
- 1932—1939 — Главное управление энергетического хозяйства (Главэнерго) Наркомтяжпрома СССР[2].

## Деятельность Главэнерго

### План ГОЭЛРО
2 февраля 1920 года на 1-й сессии ВЦИК VII созыва председатель Совнаркома РСФСР, В.И. Ленин, опираясь на текст брошюры Г. М. Кржижановского «Основные задачи электрификации России», предложил начать разработку проекта по данному вопросу. Проблема была затронута первостепенной важности, и её решение велось ускоренными темпами — 3 февраля сессия ВЦИК предложила ВСНХ и наркомату земледелия разработать план народно-хозяйственного развития на базе электрификации всей страны, 11 февраля на совещании электроотдела ВСНХ с участием представителей энергетиков Москвы Кржижановский предложил создать специальную комиссию по электрификации России (и 21 февраля президиум ВСНХ принял постановление «О создании электрификационной комиссии»).
24 марта 1920 года Совет рабоче-крестьянской обороны под председательством В. И. Ленина объявил об учреждении Государственной комиссии по электрификации России (ГОЭЛРО), перед которой ставилась задача разработки общего плана электрификации страны.

### Проект «Ветроэлектростанция Икар»
В начале 1930-х годов Г. К. Орджоникидзе, побывав в Крыму на отдыхе, объявляет о проведении всесоюзного конкурса на проект ветряной электростанции для крымских берегов. Победителями стали инженер Юрий Кондратюк и архитектор Николай Никитин, приславшие в жюри проект ветроэлектростанции «Икар».
В 1934 году было принято распоряжение о создании в Москве, в системе треста «Центроэнергострой» Главэнерго Наркомтяжпрома, проектно-строительной конторы «Крым-ВЭС», которая занялась разработкой проекта «Икар». Проект в рабочем порядке консультировали крупнейшие специалисты в области бетонных конструкций и теории сооружений, в том числе Всеволод Келдыш (отец будущего президента АН СССР М. В. Келдыша). Над проектом работали лучшие учёные — Юрий Кондратюк, например, ещё в 1920-х годах рассчитал трассу, по которой американцы в 1969 г. сумели высадить космонавта на Луну, а Николай Никитин впоследствии применил теоретические и практические наработки проекта в области применения высокоармированных железобетонных конструкций, основных несущих элементов узлов (в том числе и основы их возведения в скользящей опалубке) при проектировании и возведении Останкинской телевизионной башни (1967). Однако, невзирая на все перспективы, судьба проекта «Икар» оказалась печальной: строительство станции было начато холме в урочище Беден-Кыр в 1936 году, однако приостановилось ближе к концу года, а затем и вовсе было заморожено.

### Создание «Дальэнерго»
1 января 1937 г. распоряжением Главэнерго СССР было создано районное управление «Дальэнерго». Системообразующими электростанциями в этот период явились Артемовская ГРЭС (ныне Артемовская ТЭЦ), Владивостокская ГРЭС № 1 (ныне Владивостокская ТЭЦ № 1) и Владивостокская ГРЭС № 2 («КЭТ»).

## Руководство и сотрудники Главэнерго

### Руководители
| Период    | Руководитель                       | Примечания |
| --------- | ---------------------------------- | --- |
| 1926—1930 | Семён Семёнович Лобов              | Совмещал должности Председателя ВСНХ РСФСР и начальника Главэнерго ВСНХ РСФСР. |
| 1930—1932 | Глеб Максимилианович Кржижановский | |
| 1932      | Александр Васильевич Винтер        | Управляющий Главэнерго (до того: в 1917—1926 — начальник строительства, главный инженер Шатурской электростанции, в 1917—1927 — заместитель начальника Главэнерго ВСНХ, член правления МОГЭС, заместитель начальника Главторфа, начальник отдела электросооружений Главторфа (Москва), в 1927—1932 — главный инженер, затем начальник Днепростроя, в 1930—1934 — начальник строительства всех гражданских сооружений Днепровского промышленного комбината; начальник Главэнерго и заместитель Народного комиссара тяжелой промышленности) |
| 1932—1936 | Вильям Соломонович Матлин          | Управляющий Главэнерго (С 1921 года работал в электропромышленности, был председателем Всероссийского электрического общества (ВЭО), заместителем управляющего Госэнерготрестом. Участвовал в строительстве Шатурской ГРЭС. В 1932—1936 годах — управляющий РЭУ «Мосэнерго». В декабре 1932 года вступил в должность управляющего Главэнерго. Был арестован в ноябре 1937 года, обвинён в участии в контрреволюционной террористической организации, расстрелян по приговору Военной Коллегии Верховного Суда СССР 1 сентября 1938 года. Реабилитирован 15 февраля 1956 года). |
| …         | …                                  | … |
| 1938—1939 | Тимофей Пантелеевич Регентов       | В 1936—1937 — главный инженер ГРЭС-3. В октябре 1937 года был назначен главным инженером Мосэнерго, по совместительству — начальником Главэнерго. Был арестован в апреле 1939 года по обвинению в участии в сложившейся в Главэнерго право-троцкистской организации (куда, якобы, был завербован в ноябре 1936 года бывшим директором Шатурской ГРЭС Конторщиковым А. М.). В 1941 году приговорён к 10 годам исправительно-трудовых лагерей по статье 58-7, 11 «за вредительскую работу, направленную к срыву снабжения электроэнергией промышленных предприятий Советского Союза, срыву строительства и ввода в эксплуатацию ряда электростанций и подстанций системы Главэнерго, осуществление вербовки новых участников в право-троцкистскую организацию». Скончался в декабре 1966 года. |
| 1939—1940 | Михаил Георгиевич Первухин         | С 4 сентября 1937 года — начальник Главэнерго НКТП. С января 1939 года, когда Главэнерго был преобразован в Наркомэлектро, Первухин стал народным комиссаром электростанций и электропромышленности СССР. |

### Сотрудники
- С 1921 года в системе Главэнерго работал священник Павел Флоренский, принимавший самое деятельное участие в комиссии ГОЭЛРО.
- В системе Главэнерго 3 года (с 1933-го по 1936-й) проработала Лидия Фотиева (в 1918—1924 гг. — личный секретарь В. И. Ленина)[10].
- Главный инженер Главэнерго Г. А. Дмитриев был арестован 30 апреля и расстрелян 14 сентября 1937 года[11].
- 1937—1939 — должность начальника инспекции, начальника производственно-распределительного отдела по руководству электростанциями Юга СССР занимал Д. Г. Жимерин.

## Репрессии в энергетике СССР
Многие репрессированные специалисты после этапирования к месту заключения использовались как «дармовая умственная сила» в закрытых конструкторских бюро («шарашках») — то есть, будучи заключенными, они продолжали выполнять квалифицированную инженерную работу.

В 1930 году состоялся так называемый «процесс Промпартии»; 

в 1933 году слушалось фальсифицированное дело о вредительстве на электрических станциях СССР; 

в 1937 году проводились целенаправленные репрессии против «шпионов, диверсантов и вредителей в энергетической промышленности и на электростанциях». 

## Переформирование Главэнерго
В январе 1939 года руководство Советского Союза принимает решение о разукрупнении Наркомтяжпрома путём создания на базе его главных управлений всесоюзных наркоматов. На основе Главэнерго был образован Народный комиссариат электростанций и электропромышленности СССР (Наркомэлектро), в составе которого было организовано пять производственных отраслевых главных управлений:
1. Главное управление электростанций и электросетей Юга (Главюжэнерго),
2. Главное управление электростанций и электросетей Центра (Главцентрэнерго),
3. Главное управление электростанций и электросетей Урала и Востока (Главвостокэнерго),
4. Главное управление турбо-котлостроения (Главкотлотурбопром),
5. Главное управление электромашин и аппаратостроения (Главэлектромашпром).

Все вопросы энергетического строительства находились в ведении Главэнергостроя и Главгидроэнергостроя; развитием кабельного производства занимался Главкабель. Практическое руководство отраслью было возложено на вновь образованную Коллегию наркомата в составе наркома (председатель), его заместителей и нескольких руководящих работников наркомата. Первым наркомом был назначен М. Г. Первухин.